# Liste des maires d'Argelès-sur-Mer
Cet article dresse une liste par ordre de mandat des maires d'Argelès-sur-Mer.

## Liste des maires

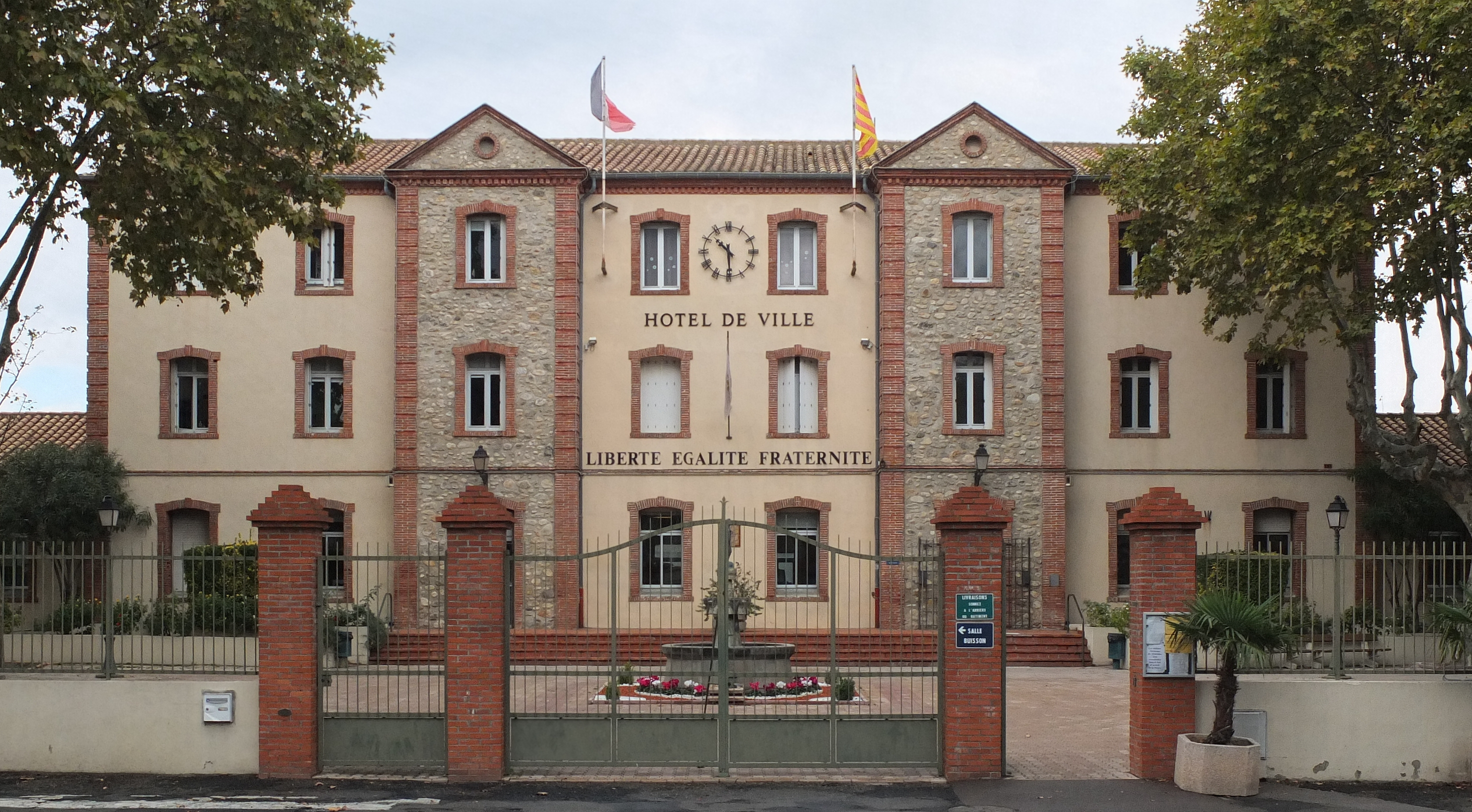
L'hôtel de ville d'Argelès-sur-Mer.

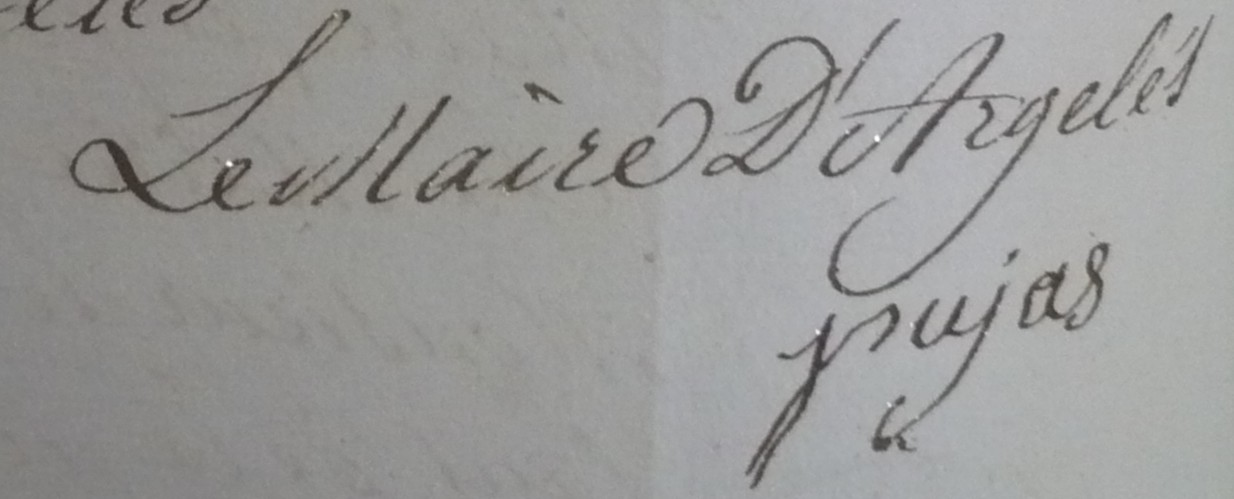
Signature du maire Paul Pujas en 1815.

| Période                                  | Période         | Identité                | Étiquette        | Qualité |
| ---------------------------------------- | --------------- | ----------------------- | ---------------- | --- |
| 1790                                     | 1791            | Assiscle Bech           |                  | |
| 1791                                     | 1793            | Jean Grando             |                  | |
| 1793                                     | 1794            | Joseph Arman            |                  | |
| 1794                                     | 1794            | Jean Matignon           |                  | |
| 1794                                     | 1796            | Damien Padallé          |                  | |
| 1796                                     | 1796            | Bonaventure Verges      |                  | |
| 1796                                     | 1798            | François-Xavier Boluix  |                  | |
| 1798                                     | 1799            | Joseph Arman            |                  | |
| 1799                                     | 1800            | François-Xavier Boluix  |                  | |
| 1800                                     | 1813            | Marc Surjus             |                  | |
| 1813                                     | juin 1815       | Côme Ferran             |                  | |
| juin 1815                                | 1815            | Paul Pujas              |                  | |
| 1815                                     | 1816            | Jean Azema              |                  | |
| 1816                                     | 1821            | Isidore Ferrer          |                  | |
| 1821                                     | 1821            | Bonaventure Verges      |                  | |
| 1821                                     | 1827            | Pierre Padallé          |                  | |
| 1827                                     | 1829            | Bonaventure Julia       |                  | |
| 1829                                     | 1830            | Joseph Arman            |                  | |
| 1830                                     | 1831            | Pierre Padallé          |                  | |
| 1831                                     | 1837            | Joseph Arman            |                  | |
| 1837                                     | 1840            | Jean Germain Pujol      |                  | Médecin Conseiller général d'Argelès-sur-Mer |
| 1840                                     | 1848            | Adolphe Sèbe            |                  | Notaire Conseiller général d'Argelès-sur-Mer |
| 1848                                     | 1848            | François Sine           |                  | |
| 1848                                     | 1848            | Assiscle Padallé Bocamy |                  | |
| 1848                                     | 1848            | François Padallé Siné   |                  | |
| 1848                                     | 1852            | Thomas Bech             |                  | |
| 1852                                     | 1855            | Joseph Azema            |                  | |
| 1855                                     | 1865            | Germain Barbie          |                  | |
| 1865                                     | 1870            | Côme Ferran Comes       |                  | |
| 1870                                     | 1870            | Joseph Baylet           |                  | |
| 1870                                     | 1874            | Étienne Pujol           | Républicain      | Conseiller général d'Argelès-sur-Mer |
| 1874                                     | 1876            | Jacques Lanquine        |                  | |
| 1876                                     | 1877            | Étienne Pujol           | Républicain      | Conseiller général d'Argelès-sur-Mer |
| 1877                                     | 1878            | Michel Moret            |                  | |
| 1878                                     | 1890            | Étienne Pujol           | Républicain      | Conseiller général d'Argelès-sur-Mer |
| 1890                                     | 1892            | Jean Padallé Bocamy     |                  | |
| 1892                                     | 1893            | Marc Surjus-Coste       |                  | |
| 1893                                     | 1902            | Pierre Moreto           |                  | |
| 1902                                     | 1908            | Marc Surjus-Coste       |                  | |
| 1908                                     | 1912            | Louis Courtais          |                  | |
| 1912                                     | 1914            | Côme Anglade            |                  | |
| 1914                                     | 1915            | Vincent Rouzaud         |                  | |
| 1915                                     | 1918            | Dieudonné Vinyes        |                  | |
| 1918                                     | 1919            | Côme Anglade            |                  | |
| 1919                                     | 1922            | Louis Courtais          |                  | |
| 1922                                     | 1941            | Frédéric Trescases      | SFIO             | Exploitant agricole |
| Les données manquantes sont à compléter. |                 |                         |                  | |
| 1944                                     | 1945            | Frédéric Trescases      | SFIO             | Exploitant agricole |
| 1945                                     | 1947            | Joseph Farre            |                  | |
| 1947                                     | 1947            | Germain Farre           |                  | |
| 1947                                     | 1953            | Frédéric Trescases      | SFIO             | Exploitant agricole |
| 1953                                     | 19 février 1981 | Gaston Pams             | Radical puis MRG | Propriétaire exploitant Président de l'Association départementale des maires des Pyrénées-Orientales Conseiller général d'Argelès-sur-Mer Vice-président du conseil général des Pyrénées-Orientales Conseiller régional du Languedoc-Roussillon Vice-président du conseil régional du Languedoc-Roussillon Sénateur (1959-1981) |
| 1981                                     | 1983            | Isidore Fourriques      | MRG              | |
| 1983                                     | 2001            | Jean Carrère            | PS               | Entraîneur de rugby à XV Conseiller régional du Languedoc-Roussillon (1998-2004) |
| 2001                                     | 26 mars 2016    | Pierre Aylagas          | PS               | Retraité de l'enseignement Conseiller municipal (2016-) Président de la CC des Albères (2001-2006) Président de la CC des Albères, de la Côte Vermeille et de l'Illibéris (2007-) Conseiller général d'Argelès-sur-Mer (1998-2012) Vice-président du conseil général des Pyrénées-Orientales (-2012) Député (2012-2017)         |
| 26 mars 2016                             | en cours        | Antoine Parra           | PS puis DVG      | Instituteur et directeur d'école 15e vice-président de la CC des Albères, de la Côte Vermeille et de l'Illibéris Président de la CC des Albères, de la Côte Vermeille et de l'Illibéris depuis le 13 juillet 2020 |